# Обертинський історико-краєзнавчий музей
Оберти́нський істо́рико-краєзна́вчий музе́й — історико-краєзнавчий музей у селищі Обертин Тлумацького району Івано-Франківської області. Культурно-освітній осередок і значне зібрання матеріалів з історії та культури містечка.
У музеї є багато експонатів часів середньовіччя, австрійського, польського та радянського періодів. Музей, який розташований у приміщенні школи, має філіал у підвальних приміщеннях колишнього районного відділу НКВС, де зібрані експонати про учасників руху опору 1930—1950-их років XX ст.